# 鉄の三角形 (ベトナム)

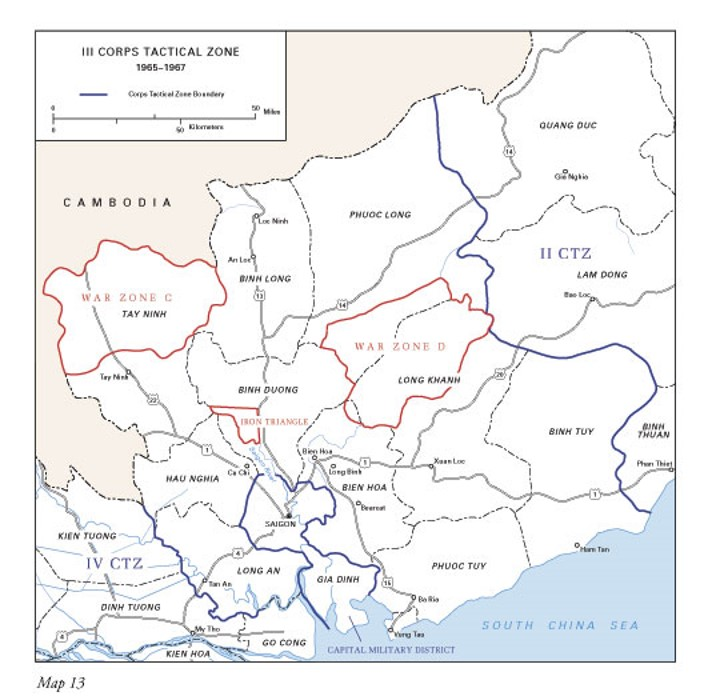
1965 ～ 1967 年頃の War Zone C、D、および Iron Triangle を示す米軍の地図

鉄の三角形（てつのさんかくけい、ベトナム語：Tam Giác Sắt）は、ベトナムのビンズオン省にある120平方マイル (310 km2) の地域で、戦争中にベトミンの活動の拠点となったことからその名が付けられた。
この地域はフランス軍のベトナム戦争期間中、ベトミンの支配下にあり、アメリカ軍がベトナム戦争に関与していた時期もその状態が続いた。

## 地理
鉄の三角形の位置は、西はサイゴン川、東はティン川で、サイゴンの北約25マイル（40km）の国道13号に接する場所であった。三角形の南側の頂点は、ビンズオン省の省都フー・クオンから11kmの地点にある。サイゴンに近いということは、アメリカや南ベトナムがサイゴンを撲滅しようとした理由でもあり、共産主義勢力にとって重要な支配地域であった理由でもある。
アイアントライアングル内の地形は平らで、ほとんど特徴がなく、密集した低木と下草に覆われていた。特に北部の空き地は、人間の頭よりも高い象の草で覆われていた。表面には無数の爆弾と砲弾のクレーターがあり、狭い荒れた未舗装の道路からの車両の移動はほとんど不可能であり、追跡された車両でさえ困難だった。トンネルと塹壕の広大なネットワークがあり、そのほとんどが陥没して放棄されており、第二次インドシナ戦争の初期から戦闘の場であったこの地面に張り巡らされていた:99。

## 歴史

### フランス戦争
1946年から1954年にかけてのフランスの第一次インドシナ戦争で、ベトミンは優れた軍事力を持つフランス軍から身を守るために、各地に隠された要塞とトンネルのネットワークを精巧に作り上げた。このトンネル網は、フランスの占領に抵抗するために1880年代にはすでに始まっていた。このネットワークは、共産主義者の戦士たちが田舎に「姿を消す」ことを可能にしていた。特にヴィシー政権時代、ベトナムはフランス軍と日本軍に二重に占領されていたため、一国だけでなく二国の占領軍に見つからないようにするために、このトンネル網は重要だった。

### ベトナム戦争

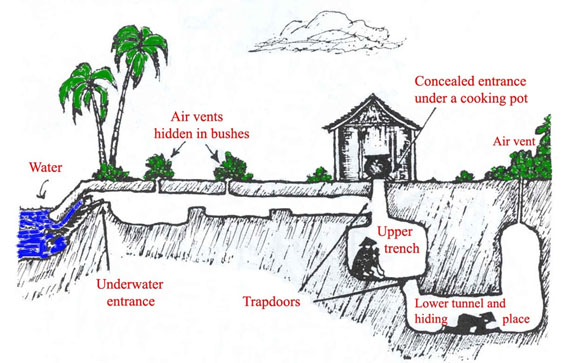
ベトナム戦争中に共産主義者が使用したベトコン トンネル システムの断面図

このトンネルは、フランスとの戦後、ゴ・ディン・ジエム政権や後にアメリカが支援する南ベトナム政府に対する地下作戦の拠点として、さらに拡張された。この基地エリアがサイゴン政府にとって脅威となったため、アメリカは1966年秋から1967年にかけて、この地域での軍事攻勢を強化した。この間、3つの作戦を開始した。アテルボロ作戦」「シーダーフォールズ作戦」「ジャンクション・シティ作戦」である。特にシーダーフォールズ作戦は、アメリカ軍1万6千人近く、南ベトナム軍1万4千人近くが参加した集中攻撃であった。作戦期間は19日間で、アメリカ軍72名、ベトコン720名が犠牲になった。B-52爆撃機とローマの耕運機による大規模な攻撃、爆発物や洪水、「トンネルラット」（懐中電灯と拳銃だけでトンネルに潜入する特殊訓練を受けた兵士）によるトンネルシステムの破壊を試みたが、20年以上にわたって構築されてきたベトコンの支援システムを完全に破壊することができなかった。

### ベトナム戦争末期の鉄の三角地帯
この地域は、戦略的に重要であることは否定できず、またアメリカの空爆で被害を受けた地元住民の支援もあり、終戦までベトコンの活発な組織化拠点であり続けた。1975年4月、鉄の三角地帯でヴァン・ティエン・ディン将軍、政治局員のファム・フン、レー・ドゥック・トゥー、南部軍司令官のチャン・ヴァン・トラがサイゴンへの最後の攻撃を指揮した。